# Svatopluk Innemann
Svatopluk Innemann (n. 18 februarie 1896, Laibach, Austro-Ungaria – d. 30 octombrie 1945, Klecany⁠(d), Boemia Centrală, Cehia) a fost un regizor de film, director de imagine, scenarist, monteur și actor ceh. A fost unul dintre pionierii cinematografiei cehe.

## Biografie și carieră
Innemann a fost fiul regizorului ceh Rudolf Innemann și al cântăreței de operă Ludmila Lvová-Innemannová. S-a născut în Slovenia în timpul logodnei acestora, dar a crescut la Praga, unde a fost ucenic de măcelar. În jurul anului 1918, a devenit interesat de cinematografie și a început să lucreze ca un cameraman. În această calitate, a creat primul său film împreună cu Otto Heller. Din 1919 a lucrat independent.
Cariera timpurie a lui Innemann a fost diversă; s-a implicat în operete, comedii și melodrame, scurtmetraje și documentare, adesea pe post de cameraman. 
A debutat regizoral în cinematografia filmelor mute cu filmul de basm Scufița roșie din 1920. 
În 1925 a regizat populara comedie Z českých mlýnů⁠(d) și a realizat un film biografic despre Josef Kajetán Tyl, o personalitate importantă a Renașterii Naționale Cehe. 
În 1927 a regizat Milenky starého kriminálníka (Amantele unui bătrân criminal), cu actorul ceh Vlasta Burian. A regizat în total 16 filme mute: în 1931 a regizat primul său film sonor, Poslední bohém (Ultimul boem), despre scriitorul ceh Jaroslav Hašek, și a realizat populara comedie Muži v offsidu (Bărbați în offside) cu Hugo Haas în rolul titular. A rămas foarte popular în Cehia.
Filmul din 1932, Před maturitou (Înainte de absolvire), realizat în colaborare cu scriitorul ceh Vladislav Vančura, este considerat al doilea vârf creativ al lui Innemann.
În 1933, a regizat filmul polițist Vražda v Ostrovní ulici, primul film realizat la Studiourile Barrandov.
Cariera sa în cinematografie s-a încheiat în 1937 cu filmul de basm Švanda dudák, bazată pe piesa Svanda cimpoierul de Josef Kajetán Tyl.
Mai târziu, în timpul ocupației germane a Cehoslovaciei, a intenționat să-și interpreteze propria piesă cu subiect foarte controversat (a încercat să-l portretizeze pe liderul german Adolf Hitler), dar din 1940 a trebuit să se supună unor tratamente pentru o tulburare mintală. A fost unul dintre puținii cineaști cehi care au pretins cetățenia germană în timpul Protectoratului Boemiei și Moraviei.
În timpul celui de-Al Doilea Război Mondial a lucrat cu colaboratorul nazist Václav Binovec⁠(d).
La sfârșitul războiului, au fost investigate activitățile lui Innemann în timpul războiului. A decedat la 30 octombrie 1945 în casa sa din Klecany⁠(d), lângă Praga, în timpul investigației.

## Filmografie

### Ca regizor
- Little Red Riding Hood⁠(d) (1920)
- Zelený automobil (1921)
- Komptoiristka (1922)
- Venoušek a Stázička (1922)
- Buď připraven (1925)
- From the Czech Mills⁠(d) (1925)
- Josef Kajetán Tyl (1925)
- Švejk v ruském zajetí (1926)
- Lásky Kačenky Strnadové⁠(d) (1926)[16]
- Falešná kočička⁠(d) (1926)
- The Lovers of an Old Criminal⁠(d) (1927)
- Prague at Night (1927)[17]
- Ve dvou se to lépe táhne (1928)
- Neviňátka (1929)
- Plukovník Švec (1929) - director
- Tchán Kondelík a zeť Vejvara (1929)
- Fidlovačka	(1930)
- Muži v offsidu⁠(d) (1931)
- Třetí rota	(1931)
- Karel Havlíček Borovský (1931)
- Poslední bohém (1931)
- Psohlavci (1931)
- Malostranští mušketýři (1932)
- Sňatková kancelář (1932)
- Před maturitou (1932)
- Písničkář (1932)
- Šenkýřka "U divoké krásy" (1932)
- Drž je! (1933)
- Vůně domova (1933)
- Prodaná nevěsta (1933)
- Skřivánčí píseň (1933)
- Vražda v Ostrovní ulici (1933)
- U Svatého Antoníčka (1933)
- Hudba srdci (1934)
- Z bláta do louže (1934)
- Tři kroky od těla (1934)
- Sextánka (1936)
- Arme kleine Inge (1936)
- Tvoje srdce inkognito (1936)
- Bílý cíl (1937)
- Švanda Dudák (1937)

### Director de imagine
- Československý Ježíšek (1918)
- Aloisův los (1918)
- Akord smrti (1919)
- Láska je utrpením (1919)
- Divoká Marina (1919)
- Boby nesmí kouřit (1919)
- Utrpením ke slávě (1919)
- Dáma s malou nožkou (1919)
- Vzteklý ženich (1919)
- Zlatá žena	(1920
- Šílený lékař (1920)
- Sněženky (1920)
- Za svobodu národa (1920)
- Za čest vítězů (1920)
- Magdalena (1920)
- Děvče ze stříbrné hranice (1921)
- Jak Vašíček přišel k nohám (1921)
- Závěť podivínova (1923)
- Lešetínský kovář (1924)
- The Lantern⁠(d) (1925)
- Okovy (1925)

### Actor
- Byl první máj (Era 1 mai, 1919)
- Dáma s malou nožkou (Doamna cu picioare mici, 1919)